# Secretariado das Nações Unidas

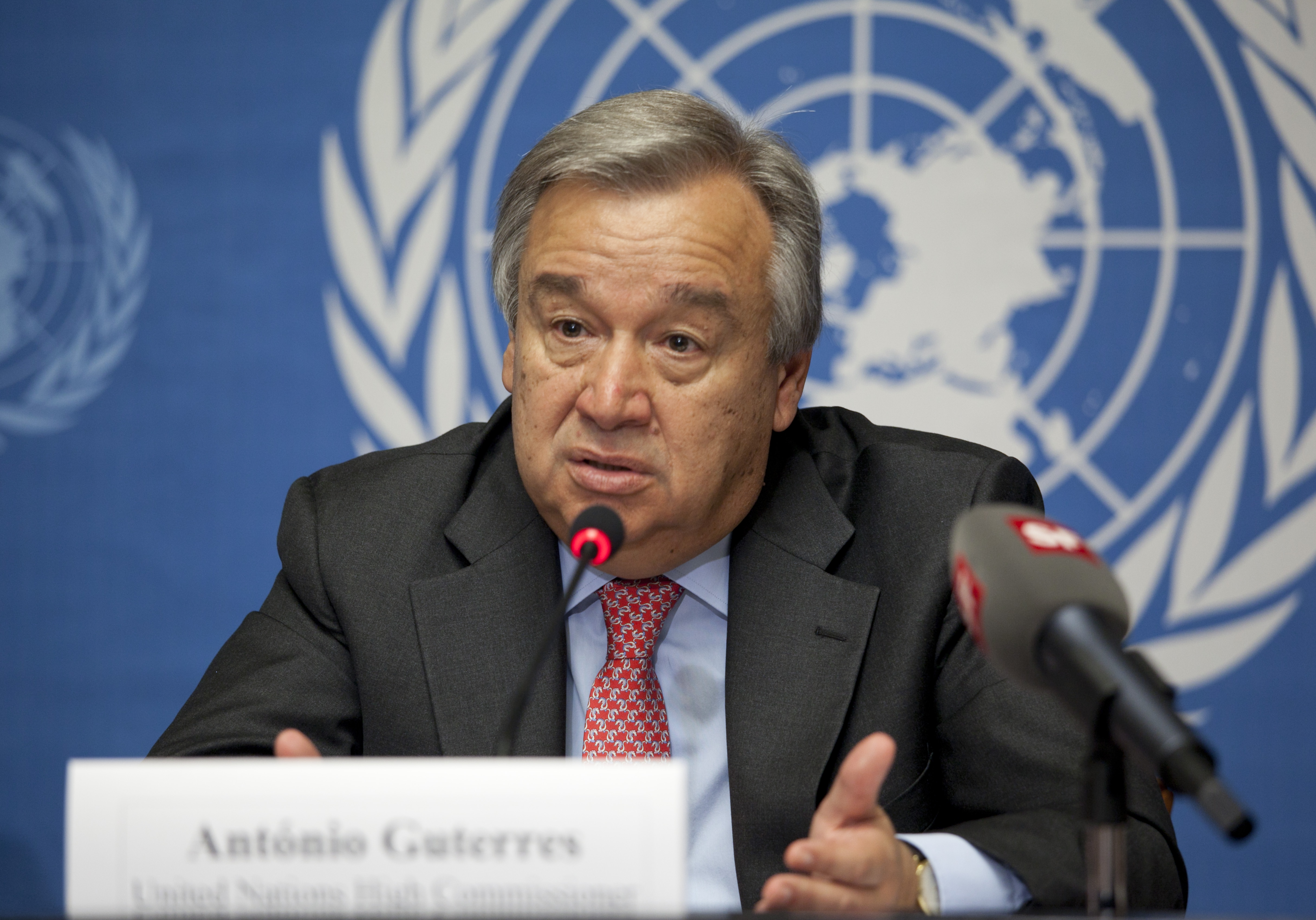
António Guterres, atual Secretário-Geral da ONU

O Secretariado-Geral é o órgão administrativo, por excelência, da Organização das Nações Unidas. Tem uma sede permanente, que se encontra estabelecida em Nova Iorque. Compreende um Secretário-Geral, que o dirige e é auxiliado por pessoal numeroso, o qual deve ser escolhido dentro do mais amplo critério geográfico possível.
O secretário-geral é eleito pela Assembleia Geral, mediante recomendação do Conselho de Segurança. O pessoal do Secretariado é nomeado pelo Secretário-Geral, de acordo com regras estabelecidas pela Assembleia.
Como funcionários internacionais, o secretário-geral e os demais componentes do secretariado são responsáveis somente perante a Organização e gozam de certas imunidades.
O secretário-geral atua nessa qualidade em todas as reuniões da Assembleia Geral, do Conselho de Segurança, do Conselho Econômico e Social e do Conselho de Tutela, e desempenhará outras funções que lhe forem atribuídas por esses órgãos.
Entre suas obrigações ordinárias, figura a de apresentar um relatório anual à Assembleia Geral, sobre os trabalhos da Organização. Uma de suas mais importantes faculdades é a de chamar a atenção do Conselho de Segurança para qualquer assunto que, em sua opinião, possa ameaçar a manutenção da paz e da segurança internacionais. O Secretário-Geral só é responsável perante a ONU, não podendo, em conseqüência, receber instruções dos governos.
Dentre as funções do Secretariado, merece ser citado o art. 102, que prevê que todo tratado firmado por Estado-membro deverá ser registrado e publicado pelo Secretariado depois de ter sua entrada em vigor. A Convenção de Viena sobre o Direito dos Tratados se ocupa da matéria minuciosamente nos art. 76 a 80.